# Iwan Filewicz
Iwan Filewicz (ur. w 1855 w Galicji, zm. 20 stycznia 1913) – rosyjski historyk pochodzenia ukraińskiego, propagator tezy o rosyjskości Galicji Wschodniej.
Był synem duchownego greckokatolickiego z Galicji, wyjechał jednak z rodzinnego kraju i konwertował w Rosji na prawosławie. Ukończył studia na wydziale historyczno-filologicznym Uniwersytetu Petersburskiego, po czym pracował w różnych szkołach jako wykładowca historii Rosji i języka rosyjskiego. W 1890 obronił dysertację magisterską poświęconą walkom polsko-litewskim o ziemię halicką i włodzimierską. Mianowany profesorem nadzwyczajnym Uniwersytetu Warszawskiego w katedrze historii Rosji. W 1896 obronił pracę doktorską, napisaną na podstawie materiałów zgromadzonych w czasie dwóch wyjazdów do Austro-Węgier i poświęconą historii dawnej Rusi.
Autor szeregu artykułów poświęconych Rusi, w szczególności Rusi Podkarpackiej. Publikował w pismach historycznych, cerkiewnych, rządowych. Należał do najważniejszych propagatorów wiedzy o Rusinach podkarpackich w Rosji; ruskich i ukraińskich obywateli Austro-Węgier uważał za Rosjan. Działał w Galicyjsko-Russkie Towarzystwo Dobroczynne i angażował się w działania na rzecz rusyfikacji Chełmszczyzny, współpracując z arcybiskupem chełmskim Eulogiuszem.